# 獵人劇場版：最終任務
《獵人劇場版：最終任務》是2013年日本動畫電影，改編自日本漫畫家冨樫義博創作的《HUNTER×HUNTER》，為日本電視台60周年紀念作以及《週刊少年Jump》創刊45周年記念作。故事發生在《貪婪之島篇》之後。《獵人劇場版：最終任務》於2013年12月27日在日本上映。

## 劇情
過去的獵人協會存在著擁有強大力量的獵人們。兩方都化為“光明”和“黑暗”卻因為某個原因走向不同的道路。十多年前，隸屬於獵人協會的黑暗面、負責專門執行獵人協會交付的秘密任務的地下組織——黑影，由其領導者——傑德（ジェド）的指揮下變得活躍，但是當傑德因不明原因而走向歧途被他的昔日好友也就是獵人協會主席會的會長——艾薩克·尼特羅（アイザック＝ネテロ）給討伐後，黑影遭到獵人協會地背叛並且被「清凜隊」殲滅。
十多年後，小傑和奇犽為了替要參加所有武斗家最为关注的最高级别的格斗盛典“奥林匹亚武斗大会”比賽的朋友智喜援聲打氣來到天空竞技场，與此同時，酷拉皮卡和雷歐力以及西索也為了某些原因也來到會場，但是正當眾人興高采烈地觀賞大會時，一些來歷不明的神秘恐佈份子在暗中潛入天空竞技场，他們趁著眾人將注意力放在會場的期間不只還用「怨能力」來操縱除智喜以外的參賽選手們，甚至挾持尼特羅會長的同時封鎖住天空竞技场的所有通讯设备。那些恐佈分子的真面目和其領袖居然是過去被猎人协会給下令抹杀的杰德與黑影部隊！满怀怨念的杰德為了替黑影展開報仇不惜将灵魂卖给魔鬼使用「怨能力」，他還带着遭受同样命运的暗影部落的幸存者將獵人協會的黑暗面給公諸於世以及公開「黑影」的秘密還有悲慘經歷。眼看尼特羅會長深陷危機，而且他和獵人協會那罪惡深重的真相將被揭穿！面對黑影殘餘部隊的攻擊下，奇犽身受重傷，酷拉皮卡面臨瀕死狀態，小傑在得知所有的真相以後，為了要救助受傷的同伴不惜賭命要打倒杰德！
怨和慈悲的对抗，光明和黑暗的鬥爭將要一觸即發，「怨能力」是為了什麼而生的？「黑影」究竟有著什麼悲傷的過去？獵人協會的黑暗面有什麼不可告人的真相？尼特羅會長與杰德之間發生什麼恩怨？他們是為了什麼走向不同的道路？小傑一行人在黑影的攻擊下如何扭轉劣勢也要阻止獵人協會面臨崩毀的危機呢？

## 登場角色
| 角色              | 配音員     | 配音員 | 配音員 |
| 角色              | 日本       | 台灣   | 香港   |
| ----------------- | ---------- | ------ | ------ |
| 小傑·富力士       | 潘惠美     | 郭馨雅 | 張頌欣 |
| 奇犽·揍敵客       | 伊瀨茉莉也 | 劉如蘋 | 劉惠雲 |
| 酷拉皮卡          | 澤城美雪   | 錢欣郁 | 李致林 |
| 雷歐力·帕拉丁奈特 | 藤原啟治   | 陳彥鈞 | 陳廷軒 |
| 西索              | 浪川大輔   | 林谷珍 | 李凱傑 |
| 艾薩克·尼特羅     | 永井一郎   | 黃天佑 | 譚炳文 |
| 雲古              | 關俊彥     | 宋昱璁 | 黃積權 |
| 比司吉·酷露佳     | 横山智佐   | 錢欣郁 | 鄭麗麗 |
| 智喜              | 寺崎裕香   | 錢欣郁 | 陳琴雲 |
| 豆面人            | 會一太郎   | 宋昱璁 | 張方正 |
| 妮翁·諾斯拉       | 植田佳奈   | 郭馨雅 | 何寶珊 |
| 旋律              | 富永美衣奈 | 劉如蘋 | 曾佩儀 |
| 凜仙              | 濱添伸也   |        |        |
| 糜稽·揍敵客       | 齊藤貴美子 | 宋昱璁 | 巫哲棋 |
| 可可              | 三石琴乃   | 錢欣郁 | 詹健兒 |
| 傑德              | 中村獅童   | 林谷珍 | 黃啟昌 |
| 修羅              | 天野博之   | 宋昱璁 | 梁偉德 |
| 煉獄              | 山本美月   | 郭馨雅 | 凌晞   |
| 餓鬼              | 大友龍三郎 | 陳彥鈞 | 陳欣   |
| 賈西亞            | 二又一成   |        |        |
| 香蒲              | 鈴木琢磨   |        |        |
| 韓吉魯            | 中村大樹   | 陳彥鈞 |        |
| 樓主              | 松山鷹志   |        |        |

## 製作
2013年8月12日，公佈片名為《劇場版 HUNTER×HUNTER -The LAST MISSION-》，並預定於2013年12月27日在日本上映。2013年9月24日，宣佈柚子繼前作《獵人劇場版：緋色幻影》後再次為電影演唱主題曲。2013年10月15日，宣佈中村獅童、山本美月和天野博之加盟電影，並是山本首度挑戰聲優作品。2013年10月30日，宣佈SUPER☆GiRLS的志村理佳、田中美麗和前島亞美加盟電影。2013年11月18日，宣佈前50萬名入場觀眾將獲得由書法家武田雙雲題字的預售票限量特典「獵人十條」手巾。

## 主題曲
| 歌   | 曲名                        | 作詞                           | 作曲                           | 編曲                                 |
| ---- | --------------------------- | ------------------------------ | ------------------------------ | ------------------------------------ |
| 柚子 | 「表裡一致」（SENHA & Co.） | 北川悠仁・岩澤厚治・前山田健一 | 北川悠仁・岩澤厚治・前山田健一 | 前山田健一・柚子／弦樂編曲：門脇大輔 |

## 外部連結
- 官方网站（日語）